# Johannes Franciscus Régis

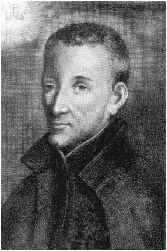
Johannes Franciscus Régis

Johannes Franciscus Régis (Jean François Régis, 31 januari 1597, Fontcouverte (Aude) - 31 december 1640, Lalouvesc) was een rooms-katholieke Franse volksprediker en jezuïet uit de tijd van de Contrareformatie.  

## Leven
Jean François Régis kwam uit een adellijk geslacht. Hij trad toe tot de jezuïetenorde en werkte vanaf 1632 als volksmissionaris in Le Puy-en-Velay. Voor gevallen meisjes en vrouwen liet hij opvanghuizen bouwen. Men noemde hem de apostel van Velay en Viverais (de omgeving van Le Puy).

## Verering
Na zijn dood geschiedden er vele wonderen bij het graf van Johannes Franciscus Régis in Lalouvesc. Hij werd in 1726 zalig-, en in 1737 heilig verklaard. De heiligverklaring gebeurde onder impuls van François Renaud de Villeneuve, bisschop van Viviers.
Zijn gedenkdag is op 16 juni en 31 december.
- Biblioteca Nacional de España: XX1004870
- Bibliothèque nationale de France: cb14401430p (data)
- Catàleg d'autoritats de noms i títols de Catalunya: 981058615035106706
- Gemeinsame Normdatei: 120233304
- International Standard Name Identifier: 0000 0000 6628 9303
- Library of Congress Control Number: nr96045830
- Nationale Bibliotheek van Tsjechië: mzk2009511280
- Nationale Bibliotheek van Israël: 987007267329405171
- Nederlandse Thesaurus van Auteursnamen: 083939210
- Système universitaire de documentation: 029660378
- Trove: 1527695
- Virtual International Authority File: 44512849
- WorldCat: E39PBJhtbhTVckHkWbJtrG4yVC